# فوجيتسو سيمينز كومبيوترز
فوجيتسو سيمينز كومبيوترز، المحدودة (بالإنجليزية: Fujitsu Siemens Computers, Inc.)‏ هي شركة يابانية وألمانية مُصنعة لتقنيات المعلومات، تقوم ببيع المنتجات الحاسوبية في أسواق أوروبا والشرق الأوسط وأفريقيا (المنتجات التي يتم تسويقها في أي مكان آخر يتم بيعها تحت اسم فوجيتسو). وهي شركة محاصة في عمل مشترك قدره 50/50 بين فوجيتسو اليابانية المحدودة وسيمينز آي جي الألمانية، تأسّست في سنة 1999.
في الأول من أبريل 2009, شركة فوجيتسو اشترت حصة سيمينز من الشركة وأعادت تسميتها «فوجيتسو تكنولوجي».